# Nicolás Altamirano
Nicolás Maximiliano Altamirano Acuña, manchmal auch Nikolás Maximiliano Altamirano Acuña, (* 1. April 1990 in Temuco) ist ein ehemaliger chilenischer Fußballspieler auf der Position eines offensiven Mittelfeldspielers.

## Karriere
Nicolás Altamirano begann seine Karriere bei Unión Española, wo er von 2007 bis 2014 spielte, jedoch nur zu fünf Einsätzen kam. Während seiner Zeit bei Unión Española wurde er mehrmals verliehen. Im Jahr 2011 spielte er auf Leihbasis für Deportes Copiapó. Im darauffolgenden Jahr 2012 wurde er an Ñublense ausgeliehen. Im Jahr 2013 folgten weitere Leihen, zunächst zu Unión Temuco und dann zu Deportes Temuco. Nach den Leihzeiten wechselte er 2014 zum CD Magallanes. Seine Karriere endete schließlich bei Malleco Unido. Während seiner Zeit bei Magallanes war Altamiro, gemeinsam mit seinem Teamkollegen Nelson Cereceda, auf dem Weg zum Training in einen schweren Verkehrsunfall verwickelt, bei dem Cereceda ein Schädel-Hirn-Trauma erlitt.